# Dame du Cavillon
La Dame de Cavillon, à l'origine homme de Menton, est une sépulture datée du gravettien découverte le 26 mars 1872 par le docteur Émile Rivière dans la grotte de Cavillon, au nord de l’Italie. Ce dépôt funéraire est d'abord considéré comme la sépulture d'un homme.

## Histoire
La grotte du Cavillon, située à la frontière entre Menton et Vintimille, est le site de fouilles archéologiques majeures initiées par Émile Rivière en 1870. Lors des fouilles, le site s'est révélé être une cavité comblée de terre et de sédiments sur une hauteur de 16 mètres. En 1872, à une profondeur de 6,5 mètres, le préhistorien découvre les ossements du pied d'un individu, plus tard identifié comme l'Homme de Menton, puis correctement classifié comme la Dame de Cavillon.

## Pratiques funéraires
Les pratiques funéraires associées à la Dame de Cavillon, datent d'environ 24 000 ans et sont caractérisées par l'utilisation d'hématite et d'ocre rouge pour recouvrir le corps post-mortem.
Plus de 200 coquillages percés (Nassa ou Cyclonassa neritea) et 22 canines de cerf percées (Cervus elaphus) sont découvertes autour du crâne, indiquant une parure complexe.
La tête de la Dame du Cavillon était apparemment couverte d'une coiffe attachée à des coquillages et des canines. Des éléments similaires sont retrouvés au niveau de la jambe.

## Identification sexuelle
La Dame de Cavillon est reclassifiée comme femme grâce à l'analyse du dimorphisme sexuel, en particulier la morphologie du bassin. La largeur du bassin avec une échancrure sciatique ouverte indique une adaptation anatomique à l'accouchement[source insuffisante].

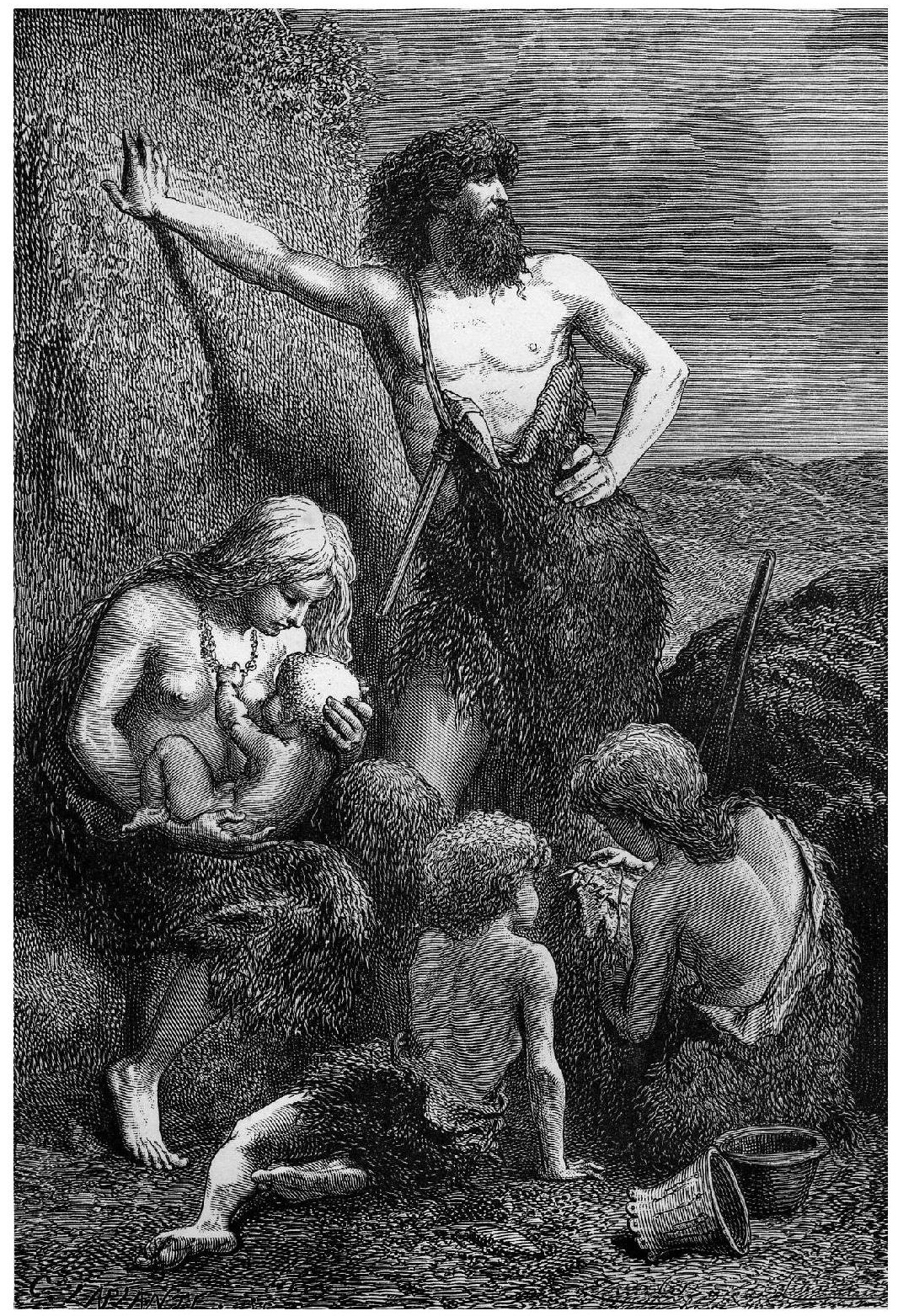
Exemple d'une représentation du XIXe siècle.

Les premiers découvreurs de ces ossements les ont initialement attribués à un homme. En effet, les os ont été jugés massifs et robustes, et l'individu a bénéficié d'un traitement funéraire particulier. Les études préhistoriques menées au XIXe siècle sont principalement réalisées par des hommes imprégnés des idées préconçues de leur époque. C'est pourquoi les premières représentations d'hommes préhistoriques dépeignent majoritairement des hommes en train de chasser, de faire du feu ou de réaliser des peintures, tandis que les femmes sont souvent reléguées à l'arrière-plan, occupées à nourrir des enfants par exemple. La Dame de Cavillon nous offre ainsi l'exemple que des signes de prestige peuvent aussi être attribués aux femmes.

## Sources
- Clothilde Chamussy, Les femmes préhistoriques, National Geographic, 2022
- Pauline Coste, Dames et princesses de la Préhistoire, Arte, 2021
- Dr Felix Garrigou, « Les Grottes de Menton et la question de l’homme fossile », La Nature – Revue des sciences,‎ 1873 (lire en ligne, consulté le 9 décembre 2023)